# Harveya (chi bướm)
Harveya là một chi bướm đêm thuộc họ Erebidae.